# Ghetto Tech
Ghetto Tech ist eine Stilrichtung der elektronischen Tanzmusik. Die Mischung aus Hip-Hop, Electro, Techno und UK Garage entstand Anfang der 1990er Jahre in der US-Metropole Detroit.

## Stilmerkmale
Ghetto Tech zeichnet sich durch schnelle, elektronische Beats zwischen 140 und 170 BPM, eingängige Synthesizer-Riffs und stark betonte Subbässe aus. Unverkennbar ist der Einfluss des Electro und Electro Funk der frühen 1980er Jahre sowie des späteren Miami Bass. 
Die Texte sind typischerweise sexuell, oftmals auch sexistisch oder pornografisch geprägt.

## Bekannte Vertreter
Bekannte Produzenten und DJs des Genres sind DJ Assault, DJ Godfather, in Deutschland auch Nessbeth.

## Verwandte Stilrichtungen
Eine langsamere, durch den Chicago House der 1990er Jahre (und insbesondere das dortige House-Label Dance Mania) geprägte Variante des Ghetto Tech ist der Ghetto House bzw. G-House oder Booty House, von dem auch der neuere, etwas schnellere Chicago Juke bzw. Juke House sowie der in Anlehnung an den gleichnamigen Tanzstil genannte Footwork abstammt. Weitere verwandte Stilrichtungen sind unter anderem der in Baltimore geprägte Baltimore Club sowie der brasilianische Baile Funk bzw. Rio Funk.
Als Überbegriff für diese und einige weitere Stile wird manchmal auch einfach nur von Bass Music gesprochen, als deren idealtypischer Vertreter jedoch vor allem der langsamere Miami Bass (bisweilen auch als Booty Bass bezeichnet) gilt.